# Biała puma
Biała puma – powieść R. D. Lawrence’a wydana w 1990 roku.

## Opis fabuły
Biała puma to powieść przyrodnicza, której głównym bohaterem jest tytułowa puma-albinos. Opisane jest jej życie od narodzin, poprzez śmierć rodziny z rąk kłusowników, po walkę między nimi i obrońcami przyrody o życie tytułowej bohaterki.
Puma przy spotkaniu z kłusownikami zostaje raniona, zaś jeden z nich „łapie się” w sidła. Wskutek tego lekarze muszą mu amputować rękę. Za sprawą udanego przedstawienia historii dwaj kłusownicy opisują zwierzę jako niebezpiecznego drapieżnika, a obejmująca cały kraj kampania informacyjna powoduje napływ do regionu wielu bogatych myśliwych, którym kłusownicy oferują swoje usługi jako przewodnicy. W kraju zaczyna się także kampania obrońców przyrody, którzy walczą o pozostawienie zwierzęcia w spokoju.